# 15 cm Mörser M. 80
Il 15 cm Mörser M. 80, era un obice pesante d'assedio austro-ungarico impiegato dall'Esercito imperial regio durante la prima guerra mondiale.
L'arma, con canna in bronzo faceva parte del parco d'assedio, anche se disponeva sia di affusto da assedio che campale. L'affusto da assedio era del tipo a slitta, in acciaio, dotato di cilindro idraulico per assorbire parte del rinculo; per il trasporto, due ruote venivano montate frontalmente all'affusto, collegato poi posteriormente ad un avantreno. L'affusto da campagna era del tipo rigido ed impiegava blocchi ed un sistema di freno a corda per assorbire il rinculo. Le operazioni di caricamento richiedevano la depressione della canna ogni volta.